# 311 (číslo)
Tři sta jedenáct je přirozené číslo, které následuje po čísle tři sta deset a předchází číslu tři sta dvanáct. Římskými číslicemi se zapisuje CCCXI a řeckými číslicemi τια.

## Matematika
311 je:
- Prvočíslo, tvoří prvočíselnou dvojici s číslem 313
- Nešťastné číslo
- Nepříznivé číslo
- Součet tří (101 + 103 + 107), pěti (53 + 59 + 61 + 67 + 71), sedmi (31 + 37 + 41 + 43 + 47 + 53 + 59) a jedenácti (11 + 13 + 17 + 19 + 23 + 29 + 31 + 37 + 41 + 43 + 47) po sobě jdoucích prvočísel

## Astronomie
- (311) Claudia je planetka hlavního pásu, kterou objevil v roce 1891 Auguste Charlois

## Doprava
- Silnice II/311 je česká silnice II. třídy vedoucí na trase Lanškroun – Horní Čermná – Jablonné nad Orlicí – Mladkov – České Petrovice – Bartošovice v Orlických horách – Kunštát – Šerlich – Zákoutí[1]

## Roky
- 311
- 311 př. n. l.